# Голос Української церкви (Аргентина)
«Голос Української церкви» (ісп. La voz de la iglesia ucrania) — двомовний (українською і іспанською мовами) часопис української греко-католицької церкви в Аргентині. Виходить періодично, щомісячно.
Заснований у січні 1983 року Єпархією Пресвятої Богородиці Покрови Української католицької церкви в Аргентині, щоб знайомити читачів Аргентини з життям української громади в цій країні та заради розвою релігійно-культурного суспільного життя українців в Аргентині. Містить статті про життя української діаспори в Аргентині, УГКЦ, новини з України, статті на культурно-історичну тематику.